# 인천남부초등학교 이작분교
인천남부초등학교 이작분교는 대한민국 인천광역시 옹진군에 있는 공립 초등학교이다.

## 학교 연혁
- 1945년 8월 15일 영흥국민학교 대이작분교
- 1953년 7월 3일 이작국민학교로 승격
- 1981년 8월 24일 신축교사 2개 교실 준공
- 1982년 3월 1일 자월국교 이작분교(1학급)
- 1986년 3월 1일 승봉국교 이작분교
- 1988년 3월 1일 자월국교 이작분교
- 1999년 3월 1일 인천남부초등학교 이작분교(2학급)
- 2002년 3월 1일 인천남부초등학교 이작분교(3학급)
- 2003년 12월 증개축 공사 완료(교무실1, 교실4)
- 2005년 9월 1일 제11대 이우룡 교장선생님 부임
- 2007년 12월 다목적 영어실 구축(리모델링)
- 2008년 9월 교사동쪽 해수방지벽 설치
- 2009년 2월 졸업생 2명
- 2009년 2월 창고 증축
- 2009년 3월 신입생 3명입학, 3학급
- 2009년 3월 놀이터 우레탄 바닥으로 교체
- 2009년 4월 운동장쪽 해수방지벽 설치
- 2009년 5월 야외교실 및 학교 입간판 조성
- 2009년 9월 남부교육청 방과후교실 뽐내기 대회 최우수 및 우수 수상
- 2009년 12월 옹진섬사랑외국어 경진대회 영어연극부문-최우수수상
- 2009년 12월 이작 방과후페스티벌개최(이작솜씨 한마당)
- 2010년 2월 졸업생 2명
- 2010년 3월 1일 제12대 이복자 교장선생님 부임
- 2010년 3월 2일 전교생 8명, 3학급
- 2010년 5월 이작 도서관 구축(이작글마루)
- 2010년 7월 학교울타리 및 후문 설치
- 2010년 11월 남부교육청 방과후교실 뽐내기 대회 최우수 및 장려 수상
- 2011년 9월 운동장스텐드 설치 및 학교도색작업 실시
- 2011년 12월 제3회 옹진섬사랑 외국어경진대회 말하기(류혜림,우수) 및 연극부분(전교생,최우수) 수상
- 2012년 1월 천연잔디 운동장 조성
- 2012년 2월 졸업생 1명